# Чапаевское кладбище (Киев)
Чапаевское кладбище расположено в Голосеевском районе города Киева, в исторической местности Чапаевка по адресу Февральская, 1-а. Недалеко находится заезд на Жуков остров.
Первоначально предназначалось для захоронения жителей села Вита-Литовская (с 1920-х годов — Чапаевка). Рядом находилась не существующая ныне церковь Успения Пресвятой Богородицы.
Открыто в 1905 году, закрыто в феврале 1988 года.